# عنيبية وبرية
عنيبية وبرية (الاسم العلمي:Cocculus hirsutus) هي نوع من النباتات تتبع جنس العنيبية من الفصيلة البذر القمرية.